# Steve Miller Band
A Steve Miller Band egy amerikai rockegyüttes. Steve Miller alapította 1966-ban San Franciscóban. Első nagylemezük 1968-ban jelent meg, azóta még 17 stúdióalbumot adtak ki. Eredetileg "The Steve Miller Blues Band" volt a nevük, ezt nem sokkal később Steve Miller Band-re rövidítették. Korábban pszichedelikus, blues és hard rockot játszottak, később áttértek a pop-rock, rock és rock'n'roll műfajokra, miközben a blues rock hangzást is megtartották. Az "Italian X-Rays" albumukon viszont a szintipop és a new wave műfajokban játszottak, a "Fly Like an Eagle" albumukra pedig inkább a space rock/pszichedelikus rock/blues hangzás jellemző. Sok tagjuktól megváltak az évek során. A névadó, Steve Miller, viszont mindvégig megmaradt. Lemezkiadóik: Capitol Records, Mercury Records, Polydor Records, Roadrunner Records, Loud & Proud. Ismertebb dalaiknak az "Abracadabra", a "Take the Money and Run" és a "Joker" számítanak.

## Tagok
- Steve Miller - ének, gitár, harmonika, billentyűk (1966-)
- Kenny Lee Lewis - gitár, basszusgitár, vokál (1982-1987, 1993-)
- Gordy Knudtson - dobok (1987-)
- Joseph Wooten - billentyűk, vokál (1993-)
- Jacob Peterson - gitár (2011-)

## Diszkográfia
Stúdióalbumok
- Children of the Future (1968)
- Sailor (1968)
- Brave New World (1969)
- Your Saving Grace (1969)
- Number 5 (1970)
- Rock Love (1971)
- Recall the Beginning...A Journey from Eden (1972)
- The Joker (1973)
- Fly Like an Eagle (1976)
- Book of Dreams (1977)
- Circle of Love (1981)
- Abracadabra (1982)
- Italian X-Rays (1984)
- Living in the 20th Century (1986)
- Born 2 B Blue (1988)
- Wide River (1993)
- Bingo! (2010)
- Let Your Hair Down (2011)